# 모드루벨리르의 서

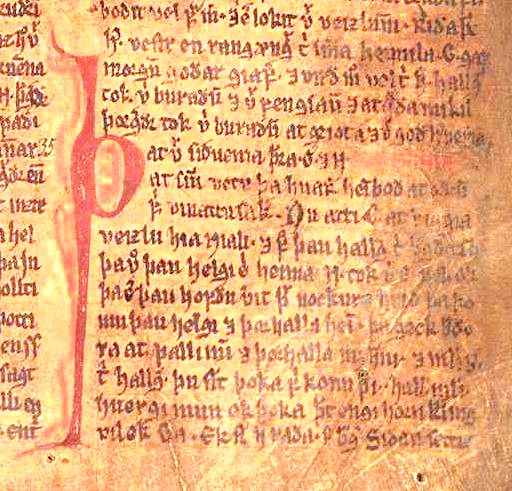
모드루벨리르의 서 중 냘의 사가가 보존되어 있는 부분.

《모드루벨리르의 서》(고대 노르드어: Möðruvallabók 모드루발라보크)는 14세기 중기에 작성된 아이슬란드의 필사본이다. 다음과 같은 아이슬란드 사가들이 순서대로 수록되어 있다.
- 냘의 사가
- 에길의 사가
- 핀보기 람미의 사가
- 뭉친 사내들의 사가
- 코르마크의 사가
- 살인자 글룸의 사가
- 드로플라우그의 아들들의 사가
- 올코프리의 사트르
- 골칫거리 시인 할프레드의 사가
- 락사르달 사람들의 사가
- 의형제의 사가

위 사가 중에는 다른 필사본에는 파편적으로만 보존되어 있고 《모드루벨리르의 서》에만 전체 내용이 보존된 것들이 있어 본서의 가치가 매우 크다.
"모드루벨리르의 서"라는 제목은 필사본이 발견된 아이슬란드 에이야표르수르의 농장 이름에서 따온 것이다. 1628년 마그누스 뵤른손이 이곳에서 발견해 자기 이름을 날인했고, 이후 1684년 토마스 바르톨린이 덴마크로 가져갔다. 1974년 아이슬란드로 반환되었다.